# فرودگاه بالقاش
فرودگاه بالقاش فرودگاهی عمومی واقع در ۵ کیلومتری شمال شهر بالقاش در کشور قزاقستان است.

## شرکت‌های هواپیمایی و مقصدهای پروازی
| شرکت‌های هواپیمایی | مقصدهای پروازی            |
| ----------------- | ------------------------- |
| ژزقازغان ایر      | آلماتی، سری‌ارکا، ژزقازغان |